# منتخب صربيا والجبل الأسود لهوكي الجليد للرجال
منتخب صربيا والجبل الأسود الوطني لهوكي الجليد للرجال هو ممثل صربيا والجبل الأسود الرسمي في المنافسات الدولية في هوكي الجليد .